# Prosper Montagné
Pour les articles homonymes, voir Montagné.
Prosper Montagné, né le 14 novembre 1865 et mort le 22 avril 1948, est un chef cuisinier français, journaliste, auteur de nombreux ouvrages et articles sur l'alimentation, la cuisine et la gastronomie notamment le Larousse gastronomique. Après une carrière de chef dans les palaces de l'époque, il a ouvert son propre établissement, Montagné traiteur, rue de l'Échelle en 1920 et conduit simultanément une carrière d'écrivain et de journaliste.
Sa cuisine était riche et créative, « On ne fait du bon qu'avec du très bon » disait-il. On lui a reproché de prôner une cuisine trop chère « Chez lui, on ne servait les truffes qu'entières, il prétendait que de les couper leur ôtait leur parfum », mais ce qui est le plus manifeste est sa rigueur, son énergie au travail et son professionnalisme. Les Nouvelles Littéraires écrivent à la suite de sa mort : « Ce petit monsieur simple, court sur jambes, replet, dont l’œil malicieux se cachait sous de grosses lunettes, avait connu tout Paris et accueilli chez lui toutes les grandes fourchettes internationales ».
Il est avec Carème et Auguste Escoffier un père fondateur de la cuisine professionnelle actuelle, dont il reste un modèle inspirant clubs, concours et récompenses.

## Biographie

### Un chef de Palace
Selon l'État civil, il est né à Carcassonne le 15 novembre 1865, 33 de la rue de Verdun (ex Grande'rue) de Victor Montagné commerçant bandagiste dont le violon d'Ingres était la cuisine et de Jeanne Clary Roumens. Un érudit local a montré que la plaque commémorative n'a pas été posée sur la bonne maison à cause d'une renumérotation de la rue en 1938.
Au sortir du lycée de Carcassonne, il souhaite devenir architecte, mais son père fait l'acquisition de l’hôtel des Quatre-Saisons à Toulouse. C'est là qu'il débute, sous l'égide d'un cuisinier de talent, Brestmen. Après 2 années d'expérience hôtelière chez son père, il entame un apprentissage d'abord chez un pâtissier de Toulouse, puis à Cauterets chez Alfred Meillon propriétaire de l’hôtel d'Angleterre, ensuite chez Jean Giroix au Casino de Luchon, à San Remo d'où Prosper Salles le fait venir comme second à l'Hôtel de Paris à Monte-Carlo et enfin après le Grand Hôtel de Bruxelles à Paris. Il y devient 1er chef du pavillon d'Armenonville et (1900) publie à ses propres frais avec Prosper Salles La Grande Cuisine Illustrée, volumineux ouvrage illustré.
Il est ensuite chef de Ledoyen et finalement du Grand Hôtel de Paris. En 1907, il se consacre uniquement à ses travaux littéraires après 25 années de cuisine de Palace. Il doit sa carrière à un esprit innovant, à ses « connaissances scientifiques, médicales, diététiques, agronomiques, physique et chimique [...], il fut le premier à servir de l’omelette norvégienne ».
Pendant son service militaire (1885), il se spécialise en cuisine militaire. Il rédige avec Phileas Gilbert en un Manuel de cuisine militaire et quelques articles dans Le bulletin du Ministère de la Guerre, au début de la guerre il invente les cuisines roulantes.
Il est  mort à Sèvres le 22 avril 1948. Il a été enterré au cimetière des Bruyères (Sèvres), où sa tombe a été relevée. Combat du 24 avril écrit «Prosper Montagné, dont les rognons de veau flambés au cognac laisseront, chez ceux qui en ont goûté, un souvenir attendri. Le Tout-Paris qui sait se tenir à table a connu, à La Reine Pédauque et dans son restaurant de la rue de l'Échelle, l'œuvre fumante de ce grand compositeur de menus»,.

### Restaurateur (1920-1928)
En juillet 1920, il ouvre 5 rue de l'Échelle à Paris, Montagné Traiteur, dont la salle à mangeur est décorée de bibelots rares et des meubles confortables (dont la salle à manger de Dodin-Bouffant semble s'être inspirée) dans le style Louis Philippe avec aux murs les portraits de Carême, Talleyrand, du baron Brice et de Brillat-Savarin (la confrérie Brillat-Savarin s'y réunit). Leigh Hoffman (The Chicago Tribune et le Daily News, mai 1931) écrit qu'il était le seul concurrent sérieux de Voisin, « son petit restaurant calme et digne était tout aussi connu des Américains [...] un temple notoire de la cuisine française selon les rites les plus sacrés [...] un temple de gourmets, de nombreuses célébrités honoraient ce sanctuaire, acteurs, artistes et hommes politiques. [...] Il ne présentait jamais une carte abondante mais quelques spécialités fines qui lui étaient propres, cuites à la perfection... de plats convenant à tous les goûts. Son seul but était de retrouver les traditions culinaires qui ont fait la renommée de la France si justement, et le résultat tenait au fait que lui-même, avec sa réputation universelle, supervisait personnellement chaque plat servi ».

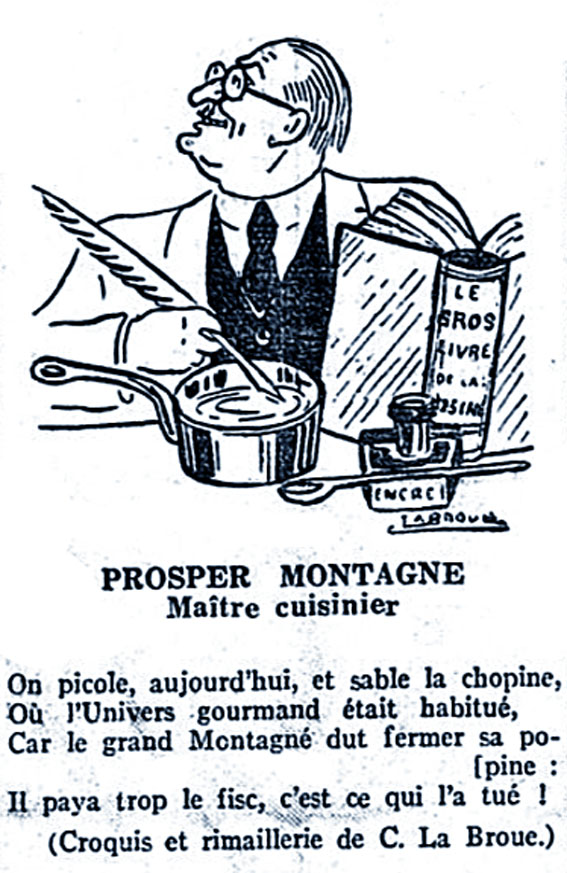
1933, Camille La Broue dans Le Figaro attribue la fermeture de Montagné Traiteur à la surfiscalisation des restaurants de luxe. Déjà à cette époque c'est grâce à ses livres que le chef gagne sa vie.

Blanche Vogt écrit en 1938 : « Je pense à ce petit restaurant de la rue de l'Échelle où l’on savourait une cuisine digne des dieux. Sur la porte, on lisait tout simplement Prosper Montagné, traiteur. C’est peut-être parce que ce mot de traiteur ne faisait pas assez riche que le pauvre Montagné, quoique Prosper, a dû mettre les volets ». Et Billy : « Comme il faisait aux collaborateurs de l'Œuvre, journal où il tenait une rubrique, des prix d'amis [...] il dut fermer son restaurant ». Les raisons qui conduisent à sa fermeture en 1928, vécue par les amateurs comme une perte irremplaçable, sont multiples fiscales, économiques, etc.
En 1937, il prend la direction de la Rôtisserie de la Reine Pédauque avec le titre de conseiller culinaire, 6 rue de la Pépinière, à Paris, ce restaurant venait d'être repris par Pierre André important négociant en vins de Bourgogne propriétaire de Château Corton André et du champagne Veuve Clicquot. Il y sert le Foie gras Reine Pédauque truffé, posé sur glace pilée et décoré de fleurs et y restera jusqu'à sa mort. En 1939, il est premier prix au Concours des 10 meilleurs restaurants de Paris. En 1947, un article du magazine V le montre une photo de lui à 83 ans, amaigri dans le petit bureau à côté de la cuisine où il écrivait ses mémoires.

### Écrivain, journaliste
- Excelsior : il y tient la rubrique quotidienne Menus depuis 1911 (la première année anonymement[27]) jusqu'au 1er aout 1914, ce sont des menus (somptueux) déjeuner et diner avec les recettes de certains des plats[28]. Les recettes ne sont pas toujours compliquée. Pour le déjeuner du 11 novembre 1912 (Entrées: Beurre, Huîtres de Cancale, Saucisson d'Arles, Céleri-rave, Œufs sur le plat à la Provençale - suivi de Civet de lièvre à l'ancienne, Pigeon grillé sauce Tartare, Pommes de terre Pont-Neuf, Compote de poires, il donne la recette des œufs sur le plat à la Provençale[29]. Concevoir un menu, dans la tradition de Carême, est pour lui aussi important que sa réalisation.

À partir de 1916, il écrit dans La Vie Féminine une rubrique Le coin des Gourmandes - Pour les Marraines de conseils et recettes destinés aux mamans, épouses, sœurs ou marraines des combattants et publie des articles dans Femina, En route (cuisine régionale).

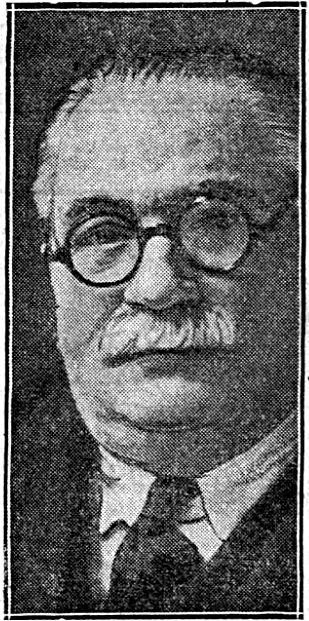
Prosper Montagné en janvier 1924.

- L'Œuvre. À compter de mars 1921 il donne une suite de notes beaucoup plus développées sur le Bien manger, les plats de saison, les plats historiques, sa collaboration à ce journal dure jusqu'à 1943, il y publie des milliers de recettes.

Il poursuit des publications épisodiques de recettes en 1922 dans La Gazette de Biarritz-Bayonne et Saint-Jean-de-Luz. Il écrit avec René Jeanne le scénario du film de Maurice Challot La Table française à travers les âges (1924). Il tient une rubrique régulière pour Lustucru dans Le Petit Parisien en 1929 et 30. Il est rédacteur en chef du Gourmet, de Culina, de La Bonne Cuisine de Richardin, de La Revue Culinaire de sa création en 1920 jusqu'à sa mort.

### Les livres
Il est l'auteur ou co-auteur de 3 importants livres sur la cuisine et d'une foule de livres qui vont des monographies aux plaquettes publicitaires.
- Phileas Gilbert dans la préface de La Grande Cuisine illustrée (1900) dont le titre choisi à l'origine était La Cuisine de Saison, décrit Montagné comme un chef érudit et la cuisine qu'il réalise avec Prosper Salles d'un style épuré, élégant et précis[35]. Le livre édité à Monaco comprend 1221 recettes transcendantales (choix de recettes éprouvées de bonne cuisine). Montagné se situe dans la tradition du Livre de cuisine de Jules Gouffé, autre grand classique dont il a complété une édition[36].

- Grand Livre de la Cuisine (1929) — considèré comme son chef-d'œuvre — est à la différence du précédant vivement et positivement accueilli par la presse et le public, Le Jardin des Lettres parle de trésor classique au niveau du Guide culinaire d'Escoffier[37], Paul Reboux en fait une bible de l'art culinaire en marche, la cuisine est une science écrit-il[38]. Le Journal des Débats le compare au Code Napoléon[39]. Nombreux chefs choisiront le même titre pour leurs sommes: Pol Martin en 1987; Jacques Manière en 1988, Alain Ducasse en 2005.
- Le Larousse gastronomique en 1937 (début de la souscription) et 1938 édition, 29e dictionnaire Larousse, monumental grand mémento[40] est un grand succès réédité jusqu'à nos jours. 8000 recettes dont 600 recettes de hors-d'œuvre, une vocation encyclopédique, pratique et historique[41]. Il est promu comme le troisième volet[42] du triptyque Larousse Ménager et Larousse Médical[43]. Dès 1938, la traduction anglaise, Larousse Gastronomique: The World's Greatest Culinary Encyclopedia, connait un succès encore plus grand, il sera régulièrement réédité et mis à jour. Julia Child a écrit : «Si je n'avais droit qu'à un seul ouvrage de référence dans ma bibliothèque, ce serait Larousse Gastronomique, sans aucun doute»[44].

### Bibliophile, conférencier

#### Homme d'une vaste culture et curiosité
Prosper Montagné a réuni une bibliothèque de toute la littérature culinaire de quatre derniers siècles. Il était un bibliophile véritable dans les domaines de la cuisine, la table, la nutrition, la diététique et leur histoire. Une bonne partie de sa bibliothèque est léguée à La Société des Cuisiniers (Société de Secours Mutuel) en 1939. La dispersion de cette bibliothèque à Dijon en 2016 a permis d'en voir l'étendue et le nombre de livres rares.

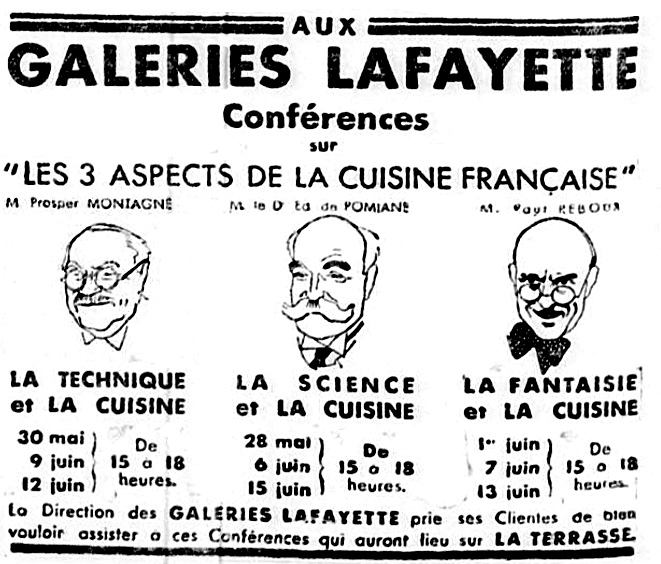
3 conférenciers à succès en 1934: Prosper Montagné, Édouard de Pomiane et Paul Reboux.

#### Conférencier éclectique
Parmi ses conférences parfois amusantes (en 1925, il participe à la Psychologie du constipé. La bonne chère engendre-t-elle la constipation? Un constipé peut-il être amoureux?, Vatel était-il cuisinier ? Louis XIV était il gourmand ?(1925) provoque des réactions dans la presse. Suivront Les chansons de table, commémoration de Brillat-Savarin (1926), passage à la radio (La vie chère et la gastronomie), il participe aux conférences de l'Office français de la gastronomie (1931), aux Arts Ménagers (1928), la cuisine méridionale et exécute de la recette du poulet à la crème devant un parterre féminin (1933), donne des conférences aux Galeries Lafayette (Technique et Cuisine) 1934, Salle Pleyel (cuisine économique) 1936...

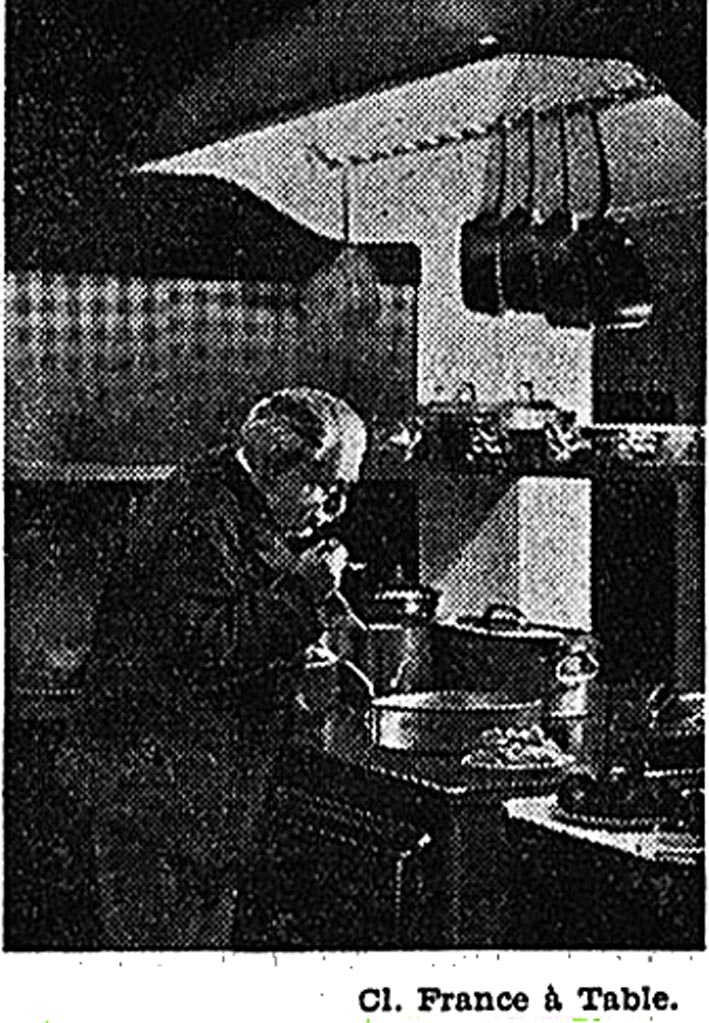
Prosper Montagné dans la cuisine de La Reine Pédauque en 1938.

#### Concours et prix
Il est un organisateur de concours et de prix, en 1924 il organise un concours d'écrivains sur le thème Cuisine et volupté, l'influence de la cuisine sur la volupté et de la volupté sur la cuisine.
Le Prix du Meilleur cuisinier de France est attribué à partir de 1925, le jury qu'il préside goûte les plats des lauréats départementaux (2 plats imposés en 1925: plat chaud Filets de sole Bonne Femme, plat froid pâté de foie) visite les cuisines et décerne le prix.

## Postérité
Le mémoire de Prosper Montagné reste vivante spécialement chez les professionnels de la gastronomie et des métiers de bouche à travers clubs, prix, concours visant l'excellence.
Outre une plaque commémorative sur sa maison natale, une rue porte son nom dans sa ville natale depuis novembre 1954 ainsi que les halles municipales et la salle de restauration du centre de formation d'apprentis « Purple Campus » de Carcassonne.

### Les Clubs gastronomiques Prosper Montagné
Cette association loi de 1901 a été fondée en 1950 par le restaurateur René Morand, ami de Prosper Montagné qui en fait le souhait, avec pour objet la préservation, l'enseignement et la transmission de la grande cuisine française. Le Prix culinaire Prosper Montagné est créé la même année. Elle regroupe des professionnels de hôtellerie-restauration, des chefs, des artisans et des gastronomes amateurs de grande cuisine, en vue de défendre et promouvoir l’artisanat professionnel, la qualité des produits et le savoir-faire professionnel.
L'Ordre Gastronomique de Saint-Fortunat, patron des gastronomes est une communauté initiée par le Club. Ses membres sans restriction de nationalité reçoivent diplômes et insignes du Mérite culinaire. Les grades des membres sont les chevaliers qui portent un cordon violet, les officiers un cordon rouges, les présidents de régions des cordons jaunes.
Elle a suscité de nombreuses associations sœurs, chapitres, délégations, diversement actives, soit environ 1 200 membres majoritairement dans la pays suivants:

#### Belgique
Le Club Gastronomique Prosper Montagné Belgique (De Gastronomische Club Prosper Montagné) a été fondé en 1952 pour « défendre et promouvoir la gastronomie belge et l’usage des produits de notre terroir ». Il organise les Concours du Premier Cuisinier de Belgique, Premier Maître d’Hôtel de Belgique, Premier Sommelier de Belgique, Premier Chocolatier de Belgique, Premier Pâtissier de Belgique.

Ces concours annuel agréés (loi du 13 mai 2009 relative aux Concours officiels d’excellence professionnelle) récompensent depuis 1954 les meilleurs talents culinaires belges. Une récompense annuelle est attribuée au Meilleur Commis de cuisine.

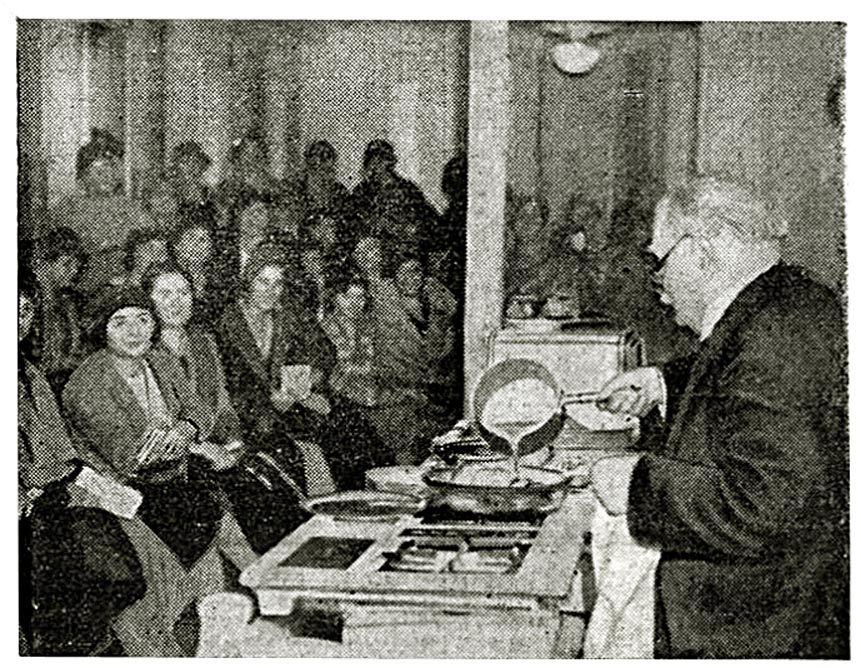
Prosper Montagné enseigne comment faire le poulet à la crème, en 1933.

#### France
La France représente 1/3 des membres du Club.
- Le Club Prosper Montagné organise le Prix Culinaire Prosper Montagné⁣, le plus ancien des concours culinaires, prix annuel sur un thème donné, l'Oscar de la charcuterie (3 produits imposés: fromage de tête, saucisson à l’ail et pâté de campagne), le concours du Meilleur Ecailler avec la Coupe Léon Beyer, le Trophée Étienne Tholoniat (sucre étiré en pâtisserie), le Concours Pain et Gastronomie, le Challenge Club Prosper Montagné (Charcuterie)[67].
- Le Montagné, Guide Gastronomique Prosper Montagné, Les adresses de la France Gourmande. Édité par Bottin Gourmand est parue en 2012 , 2013 et 2014.

##### Associations régionales
- Les Compagnons de Prosper Montagné Carcassonne: crée en 2012 avec objet de promouvoir le patrimoine gastronomique sur le territoire Audois et protéger l'œuvre de Prosper Montagné[68],

#### Suisse
Le Club gastronomique Prosper Montagné, Académie suisse des gastronomes est divisé en ambassades cantonales dont les représentants constituent le bureau exécutif. Il organise le Grand Prix du livre gastronomique - Trophée Charles Exbrayat. Le grand prix annuel a été délivré pour la première fois en 1953 à Frédy Girardet. Il participe au magazine Plaisirs Gastronomiques et Voyages.

#### Autres pays
Club Prosper Montagné Deutschland-Österreich, créé en 1999, Kaisersbach (Bade-Württemberg), décernait un Sterne-Führer von Club Prosper Montagné, classement des maisons de qualité de 1 à 3 étoiles. Activité actuelle réduite.
En 1950 Gérard Delage et Curnonsky créent le Club Prosper Montagné de Montréal la section Amérique du Nord est créée en 1954 avec la collaboration du chef cuisinier Max Rupp (fondateur de la Société des Chefs, Cuisiniers et Pâtissiers du Québec); Gérard Delage en prend la direction. Le  Club Prosper Montagné organisait des soupers gastronomiques entre ses membres.
Club Prosper Montagné Hongrie Gasztronómiai Egyesület, création 2004. Budapest semble inactif. Une Délégation du Japon a été active en 2015. Le Chapitre Thaïlandais a été créé à Bangkok en 2014 par Jean-Claude Boudet, gastronome et journaliste (1943- 2022).

## Décoration

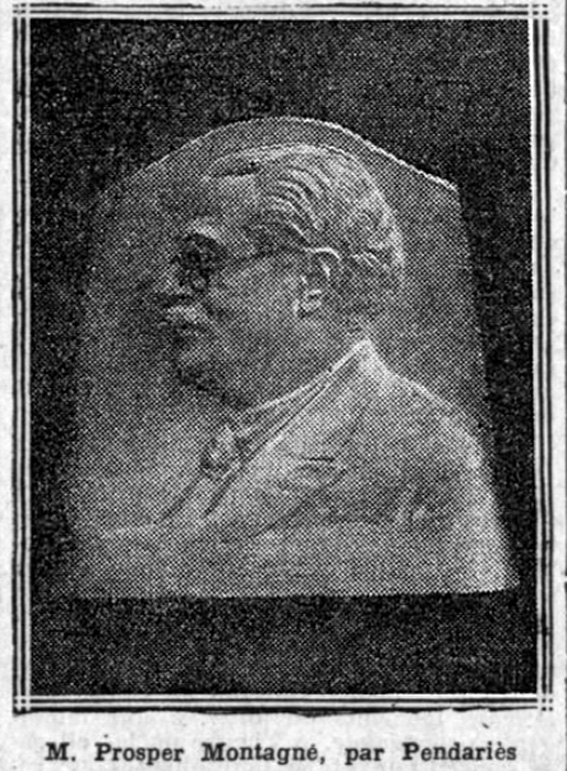
En 1924 par Jules Pendariès.

Chevalier de la Légion d'honneur en 1922 à titre culinaire.

## Anthologie
- L’Encyclopædia Britannica dit de lui :

« Après Carême, ce sont probablement Prosper Montagné et Auguste Escoffier qui ont eu le plus grand impact sur la gastronomie française et sur celle du monde entier. Montagné a été l'un des plus grands chefs français de tous les temps et il s'est assuré une place dans l'histoire de la gastronomie en créant le Larousse gastronomique (1938), l'encyclopédie de base de la gastronomie française. Encore jeune […], il était venu à la conclusion qu'il fallait rejeter toutes les pièces montées, ainsi que les garnitures et les décorations superflues. »

- Jean Kolb. Les réveillonneurs seront-ils nombreux cette année? Le Soir, 13 décembre 1925[79]

« M. Prosper Montagné et son associé sont d'irréductibles antiréveillonneurs. Leurs raisons sont bonnes. Ils nous les expriment ainsi :
- Pour un réveillon il faut de la musique, sans quoi ce serait lugubre. Or, on ne mange pas bien en musique.
- La musique adoucit les mœurs pourtant.
- Et les sens également, le goût en particulier. Les gens qui mangent en musique ne savent pas ce qu’ils mangent. Jamais on ne réveillonnera chez nous. »

- Le Petit Journal, 23 décembre 1938. Menu servi pour le Grand Prix du Roman populaire 1938 à La Reine Pédauque sous la direction de Prosper Montagné[80]

« Quiche lorraine
Gratin de fruits de mer à la biarrotte - Le Chardonnay 1934 en pichet
La côte de bœuf flambée à la bourguignonne avec ses garnitures - Le bourgogne cuvée Jacobus Tournebroche 1934
Salade de laitue - Chaud-froid de volailles - Le Nuits Les Pruliers 1929
Les fromages - Poires Sultane - Le Victor Clicquot brut
Café - Vieille eau-de-vie de lie de la Côte de Nuits »

- Chronique Gourmande, Petits pois à la française. Le Sourire, 2 février 1922[81]

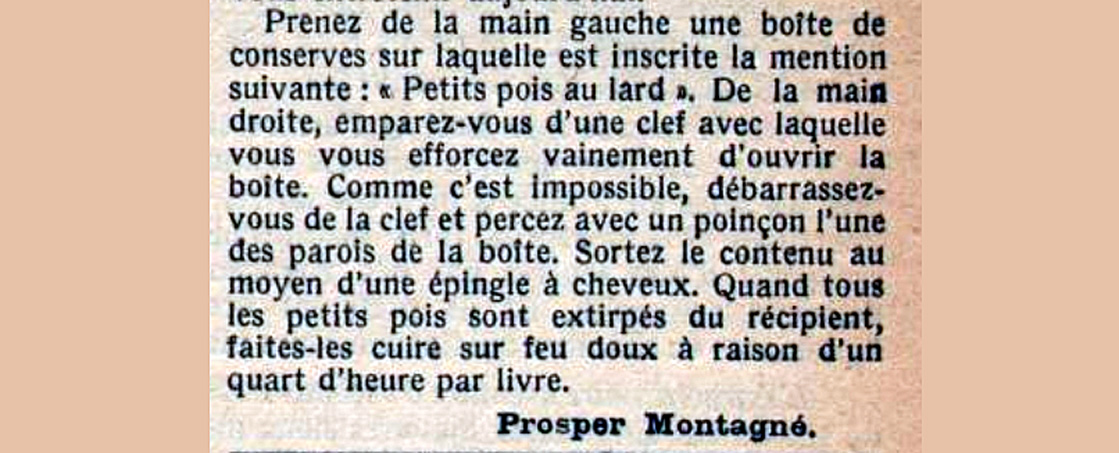

## Publications
- Prosper Salles et Prosper Montagné. La Grande Cuisine illustrée, sélection raisonnée de 1221 recettes de cuisine transcendante. Monaco, Imprimerie de A. Chêne, 1900; rééd. 1902 - 808 p.
- Auricoste de Lazarque, E. Capdeville, H. Chevalier, Fulbert-Dumonteil, Phileas Gilbert, Prosper Montagné, Jeanne Savarin. La bonne cuisine pour tous, 1200 recettes culinaires. Revue bimensuelle. Paris et Sceaux. Imprimerie Charaire. 31 numéros de février 1903 (au total 364 p.) à avril 1904 (au total 136 p.).
- Henry Chéron (sous la direction de). Le Livre des cuisines militaires en garnisons, 1908. Livre de cuisine militaire aux manœuvres et en campagne, Paris. Bulletin officiel du Ministère de la guerre.1909[82]
- Dr Félix Regnault et Prosper Montagné. La Cuisine diététique, 500 recettes culinaires à l'usage des dyspeptiques, Paris, Vigot frères, 275 p, 1910[83].

- Prosper Montagné. La cuisine des ménages à petit budget dans Touche à tout - Quatrième Année -  Paris, Arthème Fayard. Mars 1911
- La Bonne Chère pas chère ou les repas sans viande, Paris, Pierre Lafitte, 126 p, 1918[84] (OCLC 46814054)

- Paul Poulgy[85], sous le patronage d'Auguste Escoffier et Prosper Montagné. Auberges et Hostelleries. Paris, ed. de l'annuaire gastronomique, 1925[86].
- Prosper Montagné et Prosper Salles préface d'Henri Béraud. Le Grand Livre de la cuisine. Paris, E. Flammarion, 1479 p, 1929 (OCLC 6987071)
- Le Festin occitan, 1929 ; rééd. Villelongue d'Aude, Atelier du Gué, 1978, 1980 (OCLC 20904650), 1999[87].
- Les Délices de la table, ou les Quatre saisons gourmandes, petit traité de cuisine transcendante à l'usage des gens de bon goût et des amateurs du bien manger, Paris, Flammarion, 1931 (OCLC 38944023)
- Collectif révision et préface par Prosper Montagné. Le Trésor de la cuisine du Bassin Méditerranéen par 70 médecins de France, Ed. de la Tournelles. (Offert par les Laboratoires du  Dr  Zizine). Illustré de bois gravés dans le texte de V. Le Campion. 127 p, 1931
- Prosper Montagné. 20 recettes savoureuses pour La Vache qui Rit. Brochure gratuite. 1939[88].
- Collectif (participation de Prosper Montagné, Dr Gottschalk...). Grandgousier, revue gastronomique médicale, 10 fois par an. 1934, 1935 (dessins de J. Hémard), 1936, (Pour votre plaisir, la lamproie, mars 1937) 1937, (Pour votre plaisir, truffes, asperges, carottes, champignons, mars 1938) 1938, reprise en 1948.
- Prosper Montagné et Dr Gottschalk. Mon menu. Cuisine d'hygiène alimentaire, 600 recettes de cuisine ménagère de Prosper Montagné avec indication en regard de chaque recette, de ses effets sur l'organisme selon le tempérament et l'état de santé, précédé d'une étude sur les bases de l'alimentation humaine par le Dr Gottschalk, édité par la Société d'applications scientifiques, 19 avenue Trudaine, Paris, 442 p, 1936.
- Paul Bouillard, Austin de Croze, Prosper Montagné, Gaston Derys, Curnonsky coordinateur). La Bonne vie ! Paris, La France à table, pour le compte de Primagaz. in-8, 92 p., 1937.
- Prosper Montagné av. la collaboration du Dr Gottschalk - préface d'Auguste Escoffier et de Phileas Gilbert. Larousse gastronomique. Paris, Larousse, 1938 (OCLC 248141300); rééd. 1949, 1087 p. Illustré, 1952, 1088 p. Nouveau Larousse gastronomique, Paris, Larousse, 1967. (avec Robert Courtine)  Reed Consumer Books. 1990.
- Larousse Gastronomique: The Encyclopedia of Food, Wine & Cookery. Londres, Crown Publishers / Hamlyn Publishing, 1965.
- Prosper Montagné, Nina Froud, Patience Gray et Maud Murdoch. New Concise Larousse Gastronomique. The World's Greatest Cookery Encyclopedia. Hamlyn, 1977, 1999, 2001, 2003
- Larousse Gastronomique. Prosper Montagne (Ed.), Hamlyn, 2001
- The Concise Larousse Gastronomique. Bounty Books, 2003
- Larousse Gastronomique Recipe Collection: Meat, Poultry & Game, Vegetables & Salads, Fish and Seafood, Desserts, Cakes & Pastries. London Hamlyn et Octopus Publishing, 2004
- Cuisine avec et sans tickets, Paris, Larousse, 212p. 1941[89].
- Prosper Montagné. Gastronomie en Ile-de-France dans La France à table. no 48 , avril 1954.
- François Paul (président du club Prosper Montagné Alsace) et Remy Pascale. Recettes gourmandes d'Alsace : Le Prosper Montagné réinvente le terroir alsacien. Editions du Belvédère. 224 p, 2016